# Airmail (поштовий клієнт)
Airmail — поштовий клієнт для iPhone і macOS від італійської компанії Bloop SRL. Спочатку він базувався на клієнті Sparrow.
Macworld переглянув додаток у 2013 році і дійшов висновку, що «Airmail — це чудовий клієнт електронної пошти, який робить кілька речей досить добре, але має кілька неприємних примх».
У липні 2019 року компанія змінила модель ліцензування, деякі функції стали доступні лише для платних користувачів додатку.

## Нагороди
У 2017 році Airmail 3 став переможцем щорічної премії Apple Design Awards.